# Гельмут Вальтер
Гельмут Вальтер (нім. Hellmuth Walter; 26 серпня 1900 — 16 грудня 1980) — німецький інженер, конструктор однойменних рідинних реактивних двигунів (РРД) «Вальтер», засновник рухових систем підводних човнів, що використовують «цикл Вальтера». Один з провідних співробітників (розробка модельних двигунів і турбонасосних агрегатів (ТНА) РРД ракетної наукової групи Вернера фон Брауна.
Заслугою Гельмута Вальтера була розробка перших РРД на однокомпонентному паливі та виробництво перших у світі серійних РРД. В історії створення підводних човнів заслугою Вальтера була розробка технологій суднобудування, які лягли в основу проектів атомних підводних човнів.

## Біографія

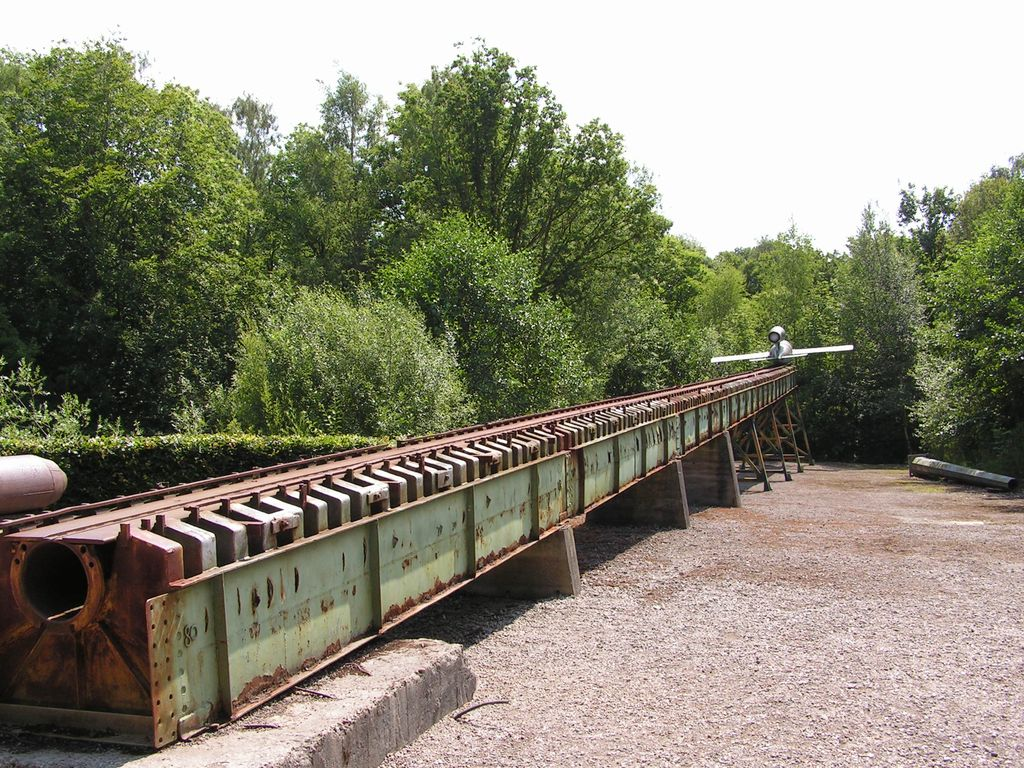
Катапульта Вальтера для запуску ракет Фау-1.

Після закінчення технічного училища в 1923 році, Вальтер починає працювати на Гамбурзьких верфях концерну «Вулкан».
Наприкінці 1925 року Вальтер переходить на роботу в Берлін, в армійський центр озброєнь (Heereswaffenamt), де займається розробками реактивних систем «Flugabwehrgerate» для ППО.
У 1930 році Вальтер закінчує раніше розпочату і теоретично обґрунтовану роботу зі створення РРД, що використовують нове однокомпонентне паливо — пероксид водню. Одночасно Вальтер досліджує можливість застосування парогазової суміші, як продукту розкладання пероксиду водню для використання в парових турбінах.
У 1933 році Вальтер за завданням морського відділу рейхсверу розробляє перші парогазові турбіни, що працюють з допаленням рідкого органічного палива в продуктах каталітичного розкладання пероксиду водню, а в 1934 році Вальтер демонструє морському відділу експериментальну парогазову турбіну для підводних човнів.
У 1935 році Вальтер переїжджає в Кіль, де 1 липня 1935 року створює власну науково-виробничу фірму «Інженерне бюро Гельмута Вальтера» («Ingenieurbüro Hellmuth Walter»).
У 1936 році побудований і випробуваний підводний човен для відпрацювання циклу Вальтера на пероксид водню.
Виявилося, що раніше відомі принципи будівництва підводних човнів не підходять для човнів з установками Вальтера через недосконалу на великих швидкостях підводного руху старої аеродинамічну конфігурацію міцного корпусу і надбудов. Для нових швидкохідних човнів була потрібна нова аеродинаміка (гідродинаміка), яка була апробована на човнах Вальтера і перекочувала в область будівництва атомних АПЛ.
У 1937 році було прийнято рішення проектувати новий швидкісний підводний човен зі швидкістю 25 вузлів. Для розвитку нових рухових установок Вальтер отримує виробничі площі біля Кіля (Tannenberg).
Підприємство Вальтера випускало найширшу гаму двигунів на пероксиду водню від РРД до ПДТУ різного призначення: двигуни для авіаційних і зенітних ракет, стартові прискорювачі для літаків і ракет, двигуни для підводних човнів, торпед, торпедних катерів.
Після закінчення Другої світової війни Вальтер на вимогу британської влади продовжує роботу над ПДТУ підводних човнів, відновлюючи один із затоплених підводних човнів з силовими агрегатами своєї конструкції.
У 1948 році Вальтер іммігрує до США, де займається викладанням, а отримавши в 1960 році американське громадянство отримує роботу в корпорації Ворчінгтон, Нью-Джерсі (Worthington Corporation in Harrison, New Jersey), і скоро досягає посади віце-президента.
Доктор Гельмут Вальтер був автором більш ніж 200 винаходів в різних областях техніки.

## Нагороди
- Медаль Рудольфа Дізеля
- Хрест Воєнних заслуг 2-го і 1-го класу з мечами
- Лицарський хрест Хреста Воєнних заслуг з мечами (6 лютого 1945)
- Почесний член Німецького аерокосмічного товариства